# Siegfried Engel
Siegfried Engel (* 10. Mai 1892 in Berlin; † 12. Juli 1976 in Hamburg) war ein deutscher Marineoffizier, zuletzt Konteradmiral im Zweiten Weltkrieg.

## Leben
Siegfried Engel wurde als fünftes Kind des Berliner Kaufmanns Friedrich Carl Engel und Johanne geb. Quistorp geboren. Engel trat mit der Crew 11 in die Kaiserliche Marine ein und wurde zum Seeoffizier ausgebildet. Bei Beginn des Ersten Weltkriegs diente er als Funkoffizier und Wachoffizier auf dem Großlinienschiff Westfalen, mit dem er unter anderem an der Skagerrakschlacht teilnahm. Von August bis Dezember 1918 war er Wachoffizier auf der Oldenburg.
Anschließend wurde er zunächst beurlaubt und später als Oberleutnant zur See aus der Marine entlassen. Er diente danach beim Reichswasserschutz, bevor er am 1. Oktober 1923 in der Reichsmarine reaktiviert wurde. Bis September 1924 war er als Wachoffizier auf dem Linienschiff Elsass eingesetzt. Von 1924 bis 1927 war er Kompaniechef in verschiedenen Einheiten der Küstenverteidigung. Am 1. Juni 1925 wurde er zum Kapitänleutnant befördert. Von September 1927 bis September 1929 kommandierte Engel das Fischereischutzboot Zieten. Im September 1929 wurde Engel in das Reichswehrministerium versetzt und am 1. April 1933 zum Korvettenkapitän befördert. Ab Oktober 1933 war er mit der Führung des I. Bataillons der Schiffsstammdivision der Nordsee beauftragt. Von März 1934 bis März 1936 diente Engel als Erster Offizier auf dem Leichten Kreuzer Köln.
Anschließend wurde er als Gruppenleiter Fremde Marinen in das Oberkommando der Marine versetzt und am 1. Oktober 1937 zum Fregattenkapitän befördert. Am 17. Mai 1938 wurde er Chef des Stabes beim II. Admiral der Nordsee, gefolgt von der Beförderung zum Kapitän zur See am 1. Oktober 1938. Im April 1943 übernahm Engel unter Beförderung zum Konteradmiral das Kommando als II. Admiral der Nordsee.
In dieser Funktion geriet er im April 1945 in britische Gefangenschaft und wurde im Januar 1946 im Kriegsgefangenenlager Island Farm, Special Camp 11 im walisischen Bridgend inhaftiert. Er unterrichtete andere Gefangene, vor allem in der englischen Sprache, und übersetzte englische und französische Fachliteratur ins Deutsche. 1948 wurde er entlassen.
Nach seiner Rückkehr nach Deutschland ließ er sich in Heide in Holstein nieder. Zusammen mit seiner Frau Elfriede, geb. Burke, betätigte er sich erfolgreich als Übersetzer fachlicher und allgemeiner Literatur, darunter Oliver Warners Große Seeschlachten 1963. Bei seinem Tod 1976 hinterließ der inzwischen Verwitwete zwei Kinder.
Es gab die Überlegung einen Platz auf dem Gelände der ehemaligen Estetalkaserne in Buxtehude nach Engel zu benennen. Aufgrund von Unstimmigkeiten, ob Engel oder Alexander Magnus bei Kriegsende das militärische Kommando über die Stadt hatte, wurde der Plan verworfen, aber Anfang Mai 2003 ein Gedenkstein aufgestellt. Auf dem Stein wurde an den Einsatz von Engel, Magnus, Hauptmann Hans Haverkamp und Oberleutnant Karl Halaski, ehemaliger Adjutant von Engel, erinnert. Kurze Zeit später wurde bekannt, dass Engel an Todesurteilen beteiligt war. Bzgl. Magnus wurde die Deportation der jüdischen Bewohners Korfus publik, sodass der Gedenkstein wieder entfernt wurde.